# Лазурський Вадим Володимирович
Вадим Володимирович Лазурський (5 марта 1909, Одеса — 4 липня 1994, Москва) — український і російський графік, художник книги та шрифту, каліграф, творець «Гарнітури Лазурського».

## Біографія
Вадим Володимирович Лазурський народився в Одесі 5 березня 1909 року в родині українського філолога, професора Новоросійського університету та Одеського інституту народної освіти Володимира Федоровича Лазурського (1869—1947). Мати, Наталія Михайлівна Богомолець–Лазурська — була театральною акторкою.
1918 року Вадим Лазурський вступив до першого класу Одеського реального училища Валеріана Жуковського. В училищі викладав художник Ладнов, який був першим та єдиним учителем каліграфії.
У лютому 1920 року влада у місті остаточно перейшла до більшовиків, які взялися за реформування навчальних закладів відповідно до свої ідеології.
До осені 1922 року Вадим Лазурський був прийнятий до нещодавно організованої на базі колишнього Реального училища святого Павла профтехшколи «Метал IV», яка готувала до вступу до Одеського політехнічного інституту.
Основний кістяк освітян профтехшколи складали викладачі реального училища. Малювання викладав художник Микола Іванович Скроцький, його замінив Олександр Карлович Кальнінг.
Після закінчення профтехшколи, у 1925 році Лазурський вступив до Одеського художнього інституту, до майстерні П. Волокидіна. Після закінчення інституту, в 1930 році, Лазурський пішов працювати на кінофабрику «Міжрабпомфільм» художником мальованих фільмів.
У 1935—1941 роках працював у майстерні Всесоюзної торгової палати, де займався оформленням виставок, що проводилися за кордоном. З початку 1940-х років працював художником-оформлювачем книги у видавництвах: " Профвидав ", " Мистецтво ", " Гослітвидав ", " Молода гвардія ", " Детгіз ", " Книга ", " Музгіз ", Видавництва АХ СРСР. За своє творче життя Лазурський працював над більш як трьомастами виданнями, багато з них стали класичними зразками книжкового дизайну.
Здійснив теоретичний і графічний аналіз уставу Остромирового Євангелія 11 ст. (1941), першодрук напівуставу 16 ст. (1946), шрифту напису на колоні Траяна 2 ст. н. е. (1958). 
Автор низки статей з питань мистецтва, книжок «Альд и альдины» (1973), «Путь к книге: Воспоминания художника» (1985; обидві – Москва). Співзасновник (1992) Академії графіч. дизайну (від 1995 присуджує премію ім. Лазурського).

## Робота над шрифтами
У 1957—1961 роках на замовлення Відділу нових шрифтів НДІ поліграфічного машинобудування Лазурський розробив шрифт, який отримав назву Гарнітура Лазурського. Новий шрифт призначався для набору художньої літератури та видань з мистецтва. Створюючи Гарнітуру Лазурського, художник вивчив італійські шрифти епохи Високого Відродження (шрифти Гриффо і Тальєнте), а також російські шрифти XVIII століття. 1959 року шрифт Лазурського був удостоєний Золотої медалі Міжнародної виставки мистецтва книги (IBA) у Лейпцигу. Цим шрифтом видано рос. та італ. мовами кн. «Медный всадник» О. Пушкіна (1968) і «Шинель» М. Гоголя (1975; обидві – Верона). 
Ще одну Золоту медаль Лазурський отримав за перемогу у конкурсі IBA-59 на найкраще друкарське оформлення вірша національного поета. Художник використовував ескізи літер свого шрифту для набору вірша Пушкіна «Пам'ятник». Пізніше у Відділі набірних шрифтів НУО Поліграфмаш у 1984 році була розроблена гарнітура (дизайнер Володимир Єфімов, з доопрацюванням напівжирних накреслень) на основі оригіналів шрифту (1962). 1997 року експертні комплекти було додано у фірмі ParaGraph. Нова виправлена цифрова версія, розширена за складом знаків, підготовлена Ізабеллою Чайовою та випущена компанією ПараТайп у 2014 році.

## Вибрані видання
- «Комедии» Аристофана (1954),
- «Памятник древнерусской живописи конца XV века. Икона Апокалипсис Успенского собора Московского Кремля» М. Алпатова (1961),
- «Всеобщая история архитектуры» (1965),
- «Мир искусства» В. Петрова (1970),
- «Альбрехт Дюрер о шрифте» (1979–81; усі — Москва).

## Фільмографія
- 1934 — Цар Дурандай (художник)
- 1934 — Веселі хлопці (художник-мультиплікатор)[1]

## Нагороди
- Орден Вітчизняної війни II ступеня
- Орден Червоної Зірки
- За оформлення видань «Музгізу» — Велика срібна медаль ВДНГ «За успіхи у народному господарстві» (1961)

## Участь у виставках
- Виставка сучасної книги: Париж (1956), Лондон (1957)
- 7-ма виставка художньої книги Москва-Лейпциг (1959)
- Міжнародні торгово-промислові виставки (1937—1941, 1946—1951)